# Don Walchuk
Donald J. Walchuk, detto Don (Melville, 6 marzo 1963), è un giocatore di curling canadese.

## Biografia
Partecipò all'età di 38 anni ai XIX Giochi olimpici invernali edizione disputata a Salt Lake City (Stati Uniti d'America) nel 2002, riuscendo ad ottenere la medaglia d'argento nella squadra canadese con i connazionali Carter Rycroft, Don Bartlett, Ken Tralnberg e Kevin Martin.
Nell'edizione la nazionale norvegese ottenne la medaglia d'oro, la svizzera quella di bronzo.